# 'Akosita Lavulavu
 'Akosita Havili Lavulavu (n. 1985) es una política tongana, que ha ocupado el cargo de Ministra de Asuntos Internos, y de Infraestructura y Turismo.

## Biografía

### Educación
Asistió a la Tonga High School. Cursó sus estudios en la Universidad Brigham Young de Hawáii, obtuvo una Licenciatura en Sistemas de Información. Mientras que en la Universidad del Pacífico Sur obtuvo un Maestría en Administración de Empresas.

### Carrera política
Antes de ingresar a la política, fue directora del Real Instituto Unuaki 'o Tonga. Tras la condena de su marido por soborno en 2016, participó en la elección parcial resultante y fue elegida, convirtiéndose en la 5.ª. mujer parlamentaria en la historia de Tonga. Fue reelegida en las elecciones generales de 2017.
Tras la muerte del primer ministro Akilisi Pōhiva en septiembre de 2019, Lavulavu respaldó la nominación de Pōhiva Tu'i'onetoa como sucesor, por lo que dejó el Partido Democrático de las Islas Amigas para unirse al recién creado Partido Popular. Mientras aún esperaba el juicio, en octubre fue nombrada Ministra de Infraestructura y Turismo en el gabinete Tu'i'onetoa. El 17 de junio de 2021 fue suspendida de su cargo ministerial hasta que su caso judicial fuera resuelto.

## Controversias
El 3 de marzo de 2018, Lavulavu y su esposo fueron arrestados por cargos de fraude durante su gestión en el Instituto Real de Tonga 'Unuaki' o Tonga durante el 2016. El 4 de junio de 2021, después de tres semanas de juicio, fueron declarados culpables de haber obtenido T$ 500,000 de dicho instituto, y puestos en libertad bajo fianza hasta el juicio. El 2 de julio, ambos fueron condenados a seis años de prisión por la Corte Suprema de Tonga. El juez Nicholas Cooper declaró que la pareja tenía un 'plan muy elaborado', que cometieron durante unos tres años. Sin embargo, el 11 de octubre de 2022, el Corte de Apelaciones anuló las condenas y el caso se devolvió a la Corte Suprema para un nuevo juicio.